# Président de l'assemblée de Budapest
 (novembre 2023).
Si vous disposez d'ouvrages ou d'articles de référence ou si vous connaissez des sites web de qualité traitant du thème abordé ici, merci de compléter l'article en donnant les références utiles à sa vérifiabilité et en les liant à la section « Notes et références ».

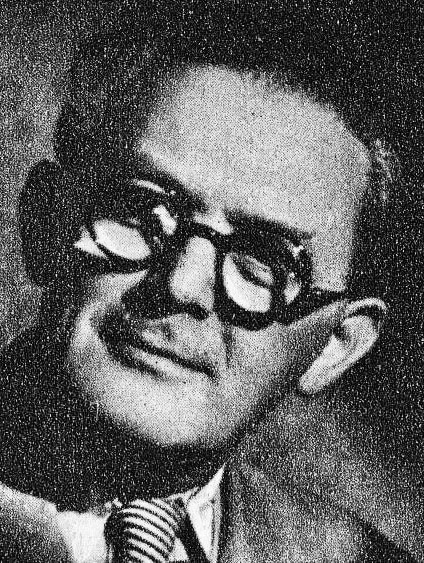
Árpád Szakasits en 1946, alors qu'il était président de l'assemblée de Budapest.

Le président de l'assemblée de Budapest (en hongrois : Budapest közgyűlési elnöke) est l'équivalent du bourgmestre principal de Budapest durant une très courte période après la Seconde Guerre mondiale (1945-1950). Le système dual formé par le président de l'assemblée et le bourgmestre de Budapest est supprimé après 1950 pour un fonctionnement de type soviétique, dans lequel c'est le président du conseil de Budapest qui concentre désormais l'ensemble des compétences de direction de l'administration métropolitaine. 

## Liste des présidents du conseil de Budapest entre 1945 et 1949
| Président       | Président | Mandat | Mandat | Parti | Parti | Notes |
| Nom             | Image     | Début  | Fin    | Parti | Parti | Notes |
| --------------- | --------- | ------ | ------ | ----- | ----- | ----- |
| Árpád Szakasits |           | 1945   | 1948   |       | MSzDP |       |
| József Köböl    |           | 1948   | 1949   |       | MDP   |       |